# Gerda Jungberg
Gerda Elisabet Jungberg, född 18 augusti 1884 i Heby, Västra Lövsta, Västmanland, död 9 augusti 1956 i Skultorp, Skoghall, Värmland, var en svensk målare, skulptör och teckningslärare.
Hon var dotter till stationsinspektoren Edvard Jungberg och Ida Erika Engströmer. Jungberg studerade vid Konstakademien i Stockholm 1905-1909 och under studieresor till England, Frankrike och Tyskland. Tillsammans med Ruth Milles och Gerda Sprinchorn medverkade hon i en konstutställning för kvinnor i Uppsala 1918. Bland hennes offentliga arbeten märks de fyra apostlarna till Norra Kyrketorps kyrka, samt väggreliefer, ljusstakar, småskulpturer för S:t Eriks Lervarufabriker på 1920-talet. Hon utförde ett sjuttiotal porträtt i olja för Uppsala kommunala flickskola och för Falköpings församlingshem. Hennes konst består av porträtt, blomstermotiv och landskapsmålningar i olja eller akvarell samt modellfigurer i lera och keramik. Vid sidan av sitt eget skapande var hon verksam som teckningslärare i Uppsala. Hennes keramikföremål signerades GJ.